# 이자벨라 라뵈크
이자벨라 라뵈크(독일어: Isabella Laböck, 1986년 4월 6일 ~ )는 독일의 여자 스노보딩 선수이다. 라뵈크는 FIS 소노보드 세계 선수권 대회에서 평행대회전 부문 금메달을 땄다.